# Ворожка (П'яццетта)
«Ворожка» (італ. L'indovina) — картина італійського живописця Джованні Баттісти П'яццетти (1683–1754), представника венеціанської школи. Створена у 1740 році. З 1887 року зберігається в колекції Галереї Академії у Венеції.
Назва картини походить від пози жінки, що зображена зі спини і ніби простягає руку зухвалій дівчині — предмету балачок двох чоловіків праворуч. У вишуканій і дещо безсоромній позі ворожки помітна зріла рука майстра; лишаючись вірним пошуку живописних ефектів, художник залишає драматичні контрасти своїх ранніх робіт і звертається до передачі відтінків, вібруючих змін тонів і незвичних напівтіней. Теплі тони полотна ніби наскрізь пройняті світлом. 
Існує декілька версій тлумачення фігури ворожки: вона може бути натяком на «посвяту» у таємниці кохання одного з юнаків праворуч або, ймовірно, це алегорія розбещеної Венеції в образі розпусної дівки. 